# Leioproctus nunui
Leioproctus nunui là một loài Hymenoptera trong họ Colletidae. Loài này được Donovan mô tả khoa học năm 2007.